# Schilderstijl
Het begrip schilderstijl is de aanduiding, meestal door een kunsthistoricus of criticus bedacht, voor een tendens op het terrein van de schilderkunst. Meestal gaat het om een nieuwe tendens, maar een schilderstijl kan ook als terugblik op een bepaalde periode ontstaan, zoals met het nogal ruime begrip moderne kunst is gebeurd.
Een veel breder begrip dan schilderstijl is kunststroming. Onder kunststromingen kan men verschillende vormen van kunst onderbrengen, van beeldende kunst tot literatuur, theater, muziek en dans. Een stijl of genre is specifiek voor één vorm van kunst.
Een schilderstijl is de wijze waarop is geschilderd. Er bestaan hierbij veel paren van contrasterende begrippen, bijvoorbeeld abstracte kunst tegenover figuratieve kunst, impressionistisch tegenover expressionistisch en fijnschilderkunst tegenover informele of materieschilderkunst.
Het benoemen van de schilderstijl met een kernachtig begrip is voor een kunstcriticus een manier om het publiek een gemeenschappelijke noemer te bieden waarmee het de kunstschilders snel in een categorie of tijdsperiode kan plaatsen. Ook het publiek en de kunstenaars zelf gebruiken de schilderstijlen om het werk van kunstschilders te typeren, die tot dezelfde generatie behoren en een zekere overeenkomst in houding en aanpak vertonen. Een voorbeeld van een dergelijk begrip zijn de "genreschilders", hiermee worden kunstenaars bedoeld die genrestukken schilderen. Dat betekent dat zij taferelen uit het dagelijks leven als onderwerp voor hun schilderijen kiezen, zoals Jan Steen dat deed.
De poging om schilderstijlen op chronologische wijze te rangschikken is riskant, omdat er altijd verschillende kunststijlen naast elkaar bestaan. Iedere kunststroming of schilderstijl wordt weliswaar voorafgegaan en opgevolgd door andere kunststromingen, maar de grenzen zijn zelden scherp te trekken. Men kan meestal wél nagaan wanneer een bepaalde naam, bijvoorbeeld impressionisme, voor het eerst en door welke kunstbeschouwer werd gebruikt. Een voorbeeld is Impression, soleil levant, het schilderij waaraan de impressionistische stroming haar naam ontleent. Het einde van een kunststroming is veel moeilijker vast te stellen. Als de kunstenaars van een bepaalde generatie goed en wel bekend zijn, is er meestal alweer een jongere generatie kunstenaars met een geheel eigen wereldbeeld actief. Soms werden de schilders opgeleid door hun voorgangers en blijven zij in dezelfde traditie werken, soms zetten zij zich juist af tegen hun leermeesters en de op dat moment gevestigde kunststromingen.
Zo zijn er steeds weer golfbewegingen met parallelle bewegingen, tegenbewegingen en teruggrijpende bewegingen te ontdekken. Het ene moment, bijvoorbeeld eind jaren 1970, wordt de schilderkunst dood verklaard, enkele jaren daarna staat zij opeens weer volop in de belangstelling en worden schilderijen op veilingen voor recordprijzen verkocht.
Soms ontstaat een schilderstijl doordat een groep kunstenaars zelf een naam bedenkt en een manifest uitgeeft, bijvoorbeeld Cobra, waarin zij zich dan meestal afzet tegen de gevestigde stromingen en beweert iets geheel nieuws te presenteren. Meestal is een dergelijke groep slechts een kort leven beschoren. Het vormen van een groep is vooral geschikt om gemeenschappelijk op te kunnen treden en zo meer aandacht te kunnen verwerven.
In Duitsland spreekt men ook vaak van een "schilderkunstige positie", Duits: malerische Position. Hiermee wordt recht gedaan aan de notie dat kunstenaars individuen zijn met geheel verschillende vormen van aanleg en temperament, individuen die meestal nauwelijks groepsgewijs in dezelfde "bureaulade" passen.